# Ahvenjärvi (sjö i Kuusamo, Norra Österbotten, Finland)
Ahvenjärvi eller Ahvenlampi är en sjö i Finland. Den ligger i kommunen Kuusamo i landskapet Norra Österbotten, i den nordöstra delen av landet, 700 km norr om huvudstaden Helsingfors. Ahvenjärvi ligger 256,6 meter över havet. Den är 3,25 meter djup. Arean är 74,4 hektar och strandlinjen är 6,31 kilometer lång. Sjön  ingår i Ijo älvs huvudavrinningsområde. 